# Ásatrúarfélagið
L'Ásatrúarfélagið és una organització religiosa neopagana d'Islàndia que té com a propòsit revifar i promoure d'una manera moderna el paganisme nòrdic. Fou fundada el primer dia d'estiu del 1972 i reconeguda com a organització religiosa el 1973, la qual cosa els permet celebrar legalment cerimònies religioses i participar de les ajudes administratives procedents de l'impost assignat per a les esglésies.
L'Ásatrúarfélagið estigué encapçalada pel poeta Sveinbjörn Beinteinsson des de la fundació fins a la seva mort, el 1993. Durant aquell període l'associació no superà el centenar de creients i després d'un entusiasme inicial, hi hagué molt poca activitat. Amb el segon Alt Sacerdot, Jörmundur Ingi Hansen, que governà del 1993 al 2002, s'inicià una etapa de creixement i més activitat, fins i tot amb un projecte de cementiri pagà. Aquesta tendència s'ha mantingut sota el lideratge del quart Alt Sacerdot, el músic Hilmar Örn Hilmarsson. Tot plegat, a l'últim cens del 2009 l'organització presentava una comunitat de 1.395 creients, dels quals el 29% són dones.
La religió ásatrú no és una religió dogmàtica o teològica. El ritu principal és el blót comunal, però un sacerdot també dirigeix cerimònies per atorgar noms, rituals de majoria d'edat, casaments i funerals. L'organització també ha pres partit en alguns afers polítics, com mostrar-se favorables al matrimoni homosexual, la separació entre l'Església i l'Estat, així com una major protecció al medi ambient.

## Història

### Orígens
La idea de crear una organització pagana sorgí a les acaballes de l'hivern del 1972 durant una tertúlia en una cafeteria a Reykjavík. Els quatre homes que ostentaven la responsabilitat d'encapçalar el moviment i establir una base ideològica foren Sveinbjörn Beinteinsson, granger; Jörmundur Ingi Hansen, un aprenent i una personalitat destacada en el moviment hippi de Reykjavík; Dagur Þorleifsson, periodista i activista de la lògia teosòfica de Reykjavík i Þorsteinn Guðjónsson, dirigent de Félag Nýalssinna, una organització devota a les teories de Helgi Pjeturss.
Sveinbjörn Beinteinsson descrigué la fundació d'Ásatrúarfélagið sobre la base de la creença en forces ocultes a la terra i connectada al "desig que els islandesos podrien tenir llur pròpia fe i alimentar-la no en menor mesura de les religions importades".
Dagur Þorleifsson insistí que la religió constitueix un moviment de tornar a la natura, bo i cercant-hi refugi pels mals causats per la civilització industrial. L'origen de l'organització es remunta a les onades contraculturals i religioses de l'època, el nacionalisme i l'interès d'Islàndia en l'espiritisme, la teosofia i els huldufólk (elfs en el folklore islandès).
Oficialment l'organització pagana es constituí el primer dia d'estiu del 1972 després d'una convocatòria a l'Hotel Borg. Poc després, Sveinbjörn fou elegit president i Alt Sacerdot.

### Reconeixement

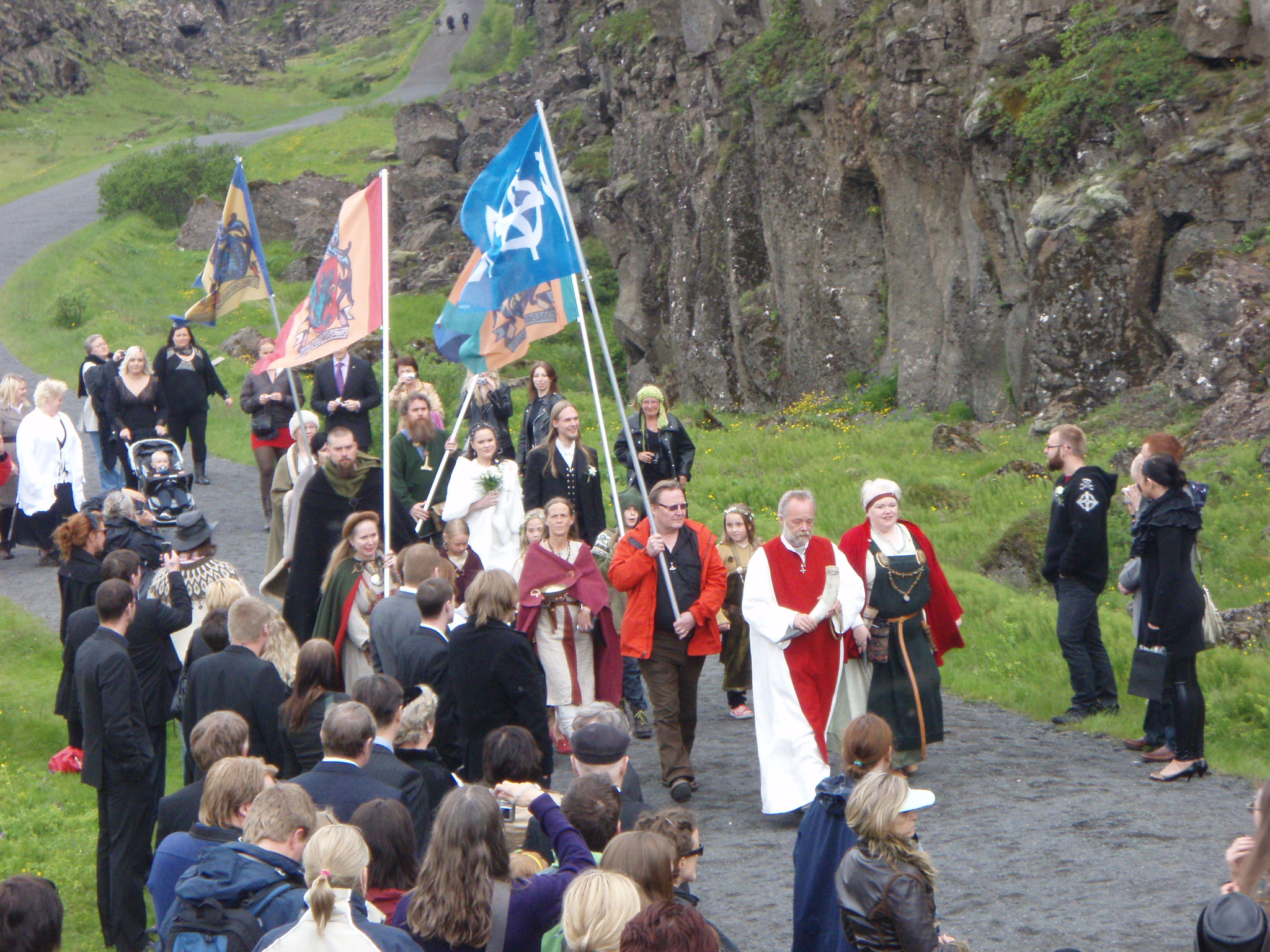
Hilmar Örn Hilmarsson i adeptes d'Ásatrúarfélagið camí de celebrar un blót a Þingvellir (2009).

Poc després del Jul de 1972, Sveinbjörn Beinteinsson i Þorsteinn Guðjónsson foren rebuts per Ólafur Jóhannesson, aleshores ministre de Justícia i Afers Religiosos, i expressaren llur interès a registrar l'organització com un ens oficial. El ministre va tenir la primera impressió que es tractava d'una broma, però davant la insistència de Sveinbjörn i Þorsteinn sol·licità informació addicional. Segons Sveinbjörn, poc després que ell i Þorsteinn deixaren el ministeri, hi hagué una apagada al centre de la ciutat a causa d'una tempesta, que deixà la ciutat en la foscor. El diari Vísir escrigué sobre l'afer en un to jocós remarcant que «els representants d'ásatrú només aconseguiren respostes força vagues del ministre, —i aparentment és per això que Thor, el déu del tro, pensà també, perquè a mesura que la visita acabava i el ministre es posava dempeus per acompanyar els convidats a la porta, començà una terrible tempesta i un gran tro causà danys prop de l'oficina del ministeri».
Sigurbjörn Einarsson, bisbe de l'Església Nacional d'Islàndia, recomanà al ministeri que no es concedís el reconeixement a l'associació. En una opinió escrita, publicada més endavant, el bisbe remarcà que la Constitució d'Islàndia només concedí a tots el dret a «organitzacions que serveixin a Déu» i amb això s'assumeix una visió monoteista. Sigurbjörn assenyalà l'opinió del legislador islandès Einar Arnórsson, publicada el 1912, que les «organitzacions religioses politeistes fundades [a Islàndia] per tant no haurien d'estar protegides per la Constitució». Sigurbjörn criticà a més a més la sol·licitud per no incloure-hi la declaració d'una persona indicant que assumiria el lideratge de l'organització, també per disposar d'ensenyaments vagues i per no incloure-hi documents clars. També assenyalà que l'organització no disposava d'un temple dedicat a l'adoració.
En opinió del Bisbe, l'esforç més significatiu del renaixement del paganisme nòrdic sorgeix a l'Alemanya nazi i estava vinculat a una ideologia racial del règim. Remarcà que els sol·licitants es consideraven a si mateixos seguidors de les teories del Nýall de Helgi Pjeturss i que aquelles teories contenien els mateixos elements racials de la ideologia nazi. Seguidors d'ásatrú participaren en activitats del Nýall tot i que no tots i de fet no tots els seguidors de Nýall s'uniren a Ásatrúarfélagið.